# Немиринцы (Казатинский район)
Немиринцы (укр. Немиринці) — село на Украине, находится в Казатинском районе Винницкой области.
Код КОАТУУ — 0521485806. Население по переписи 2001 года составляет 237 человек. Почтовый индекс — 22134. Телефонный код — 4342.
Занимает площадь 10,464 км².

## Адрес местного совета
22134, Винницкая область, Казатинский р-н, с.Перемога, ул.Красноармейская, 27